# Gwiazdnica wielkokwiatowa
Gwiazdnica wielkokwiatowa (Stellaria holostea L. ≡ Rabelera holostea (L.) M.T.Sharples & E.A.Tripp) – gatunek rośliny z rodziny goździkowatych. Tradycyjnie zaliczany do rodzaju gwiazdnica Stellaria, ale w drugiej dekadzie XXI wieku odkryto jego odległe tylko pokrewieństwo z tym rodzajem i w efekcie wyodrębniono w osobny, monotypowy rodzaj Rabelera. Gatunek występuje dziko w Europie, północno-zachodniej Afryce (od Maroka po Tunezję) i w zachodniej Azji (od Turcji, przez Iran po Afganistan, poza tym w Kazachstanie i zachodniej Syberii). W Polsce gatunek jest na ogół pospolity, lokalnie bywa rzadszy np. na północnym Mazowszu. Jest byliną związaną z żyznymi lasami liściastymi.

## Morfologia

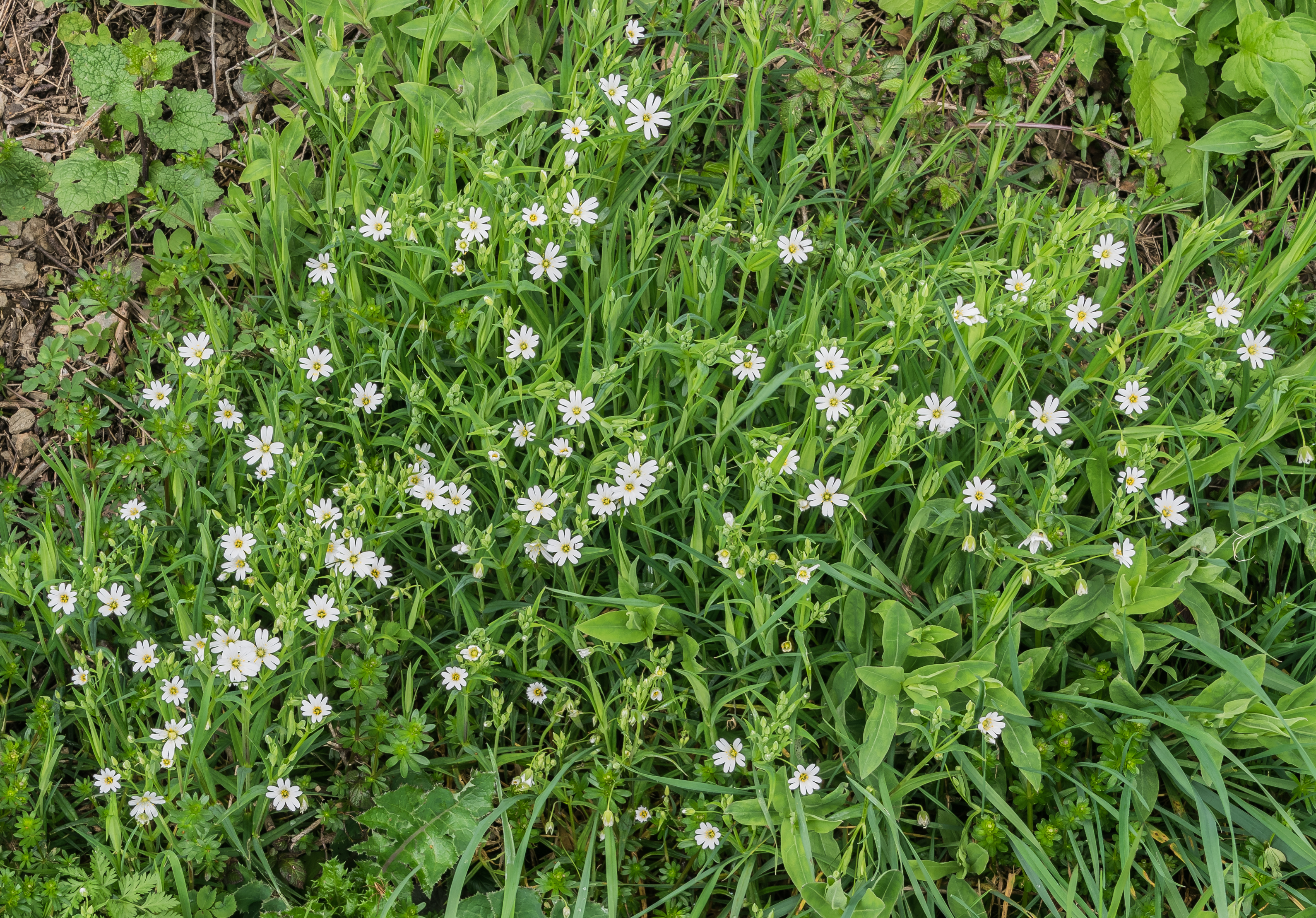
Płat gwiazdnicy

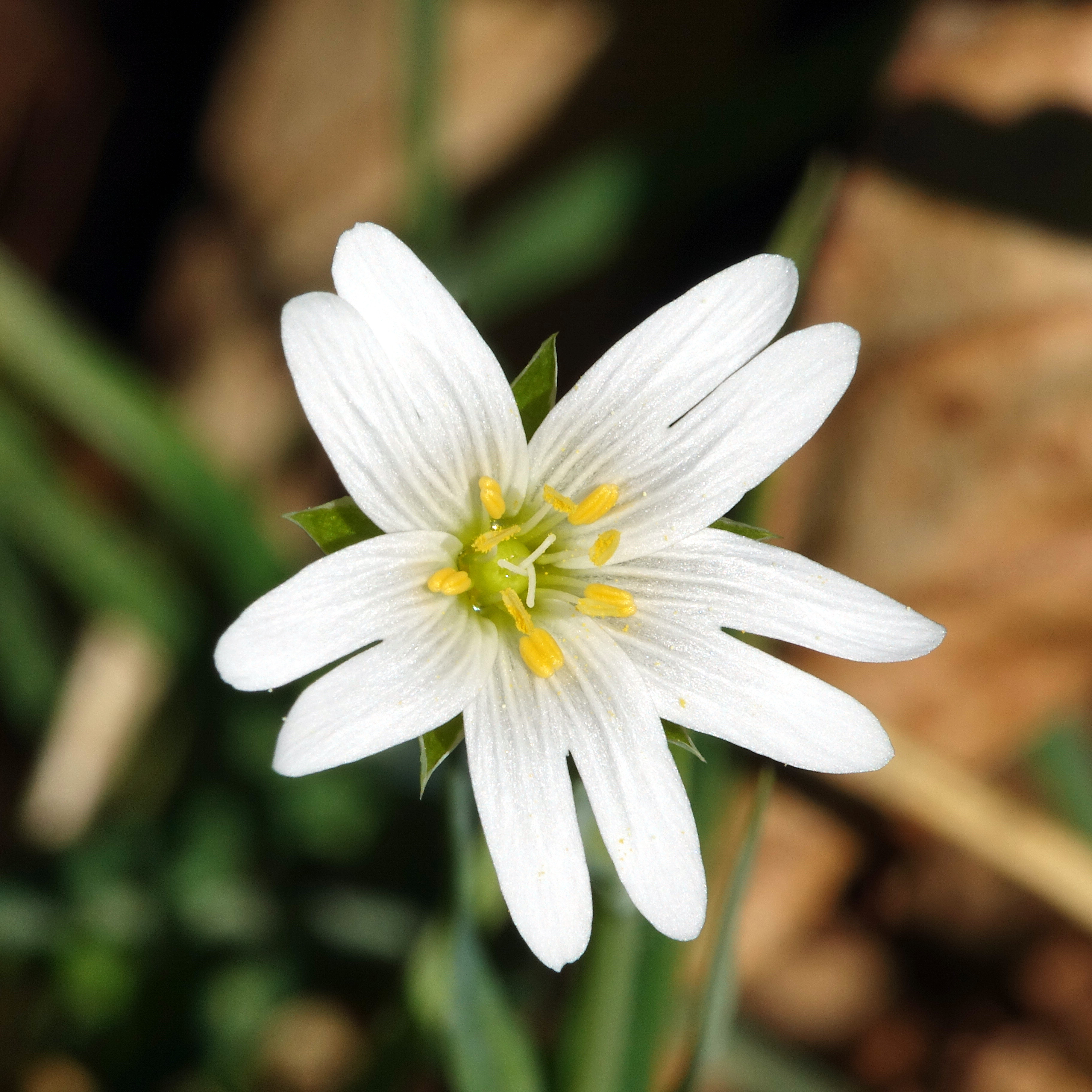
Kwiat

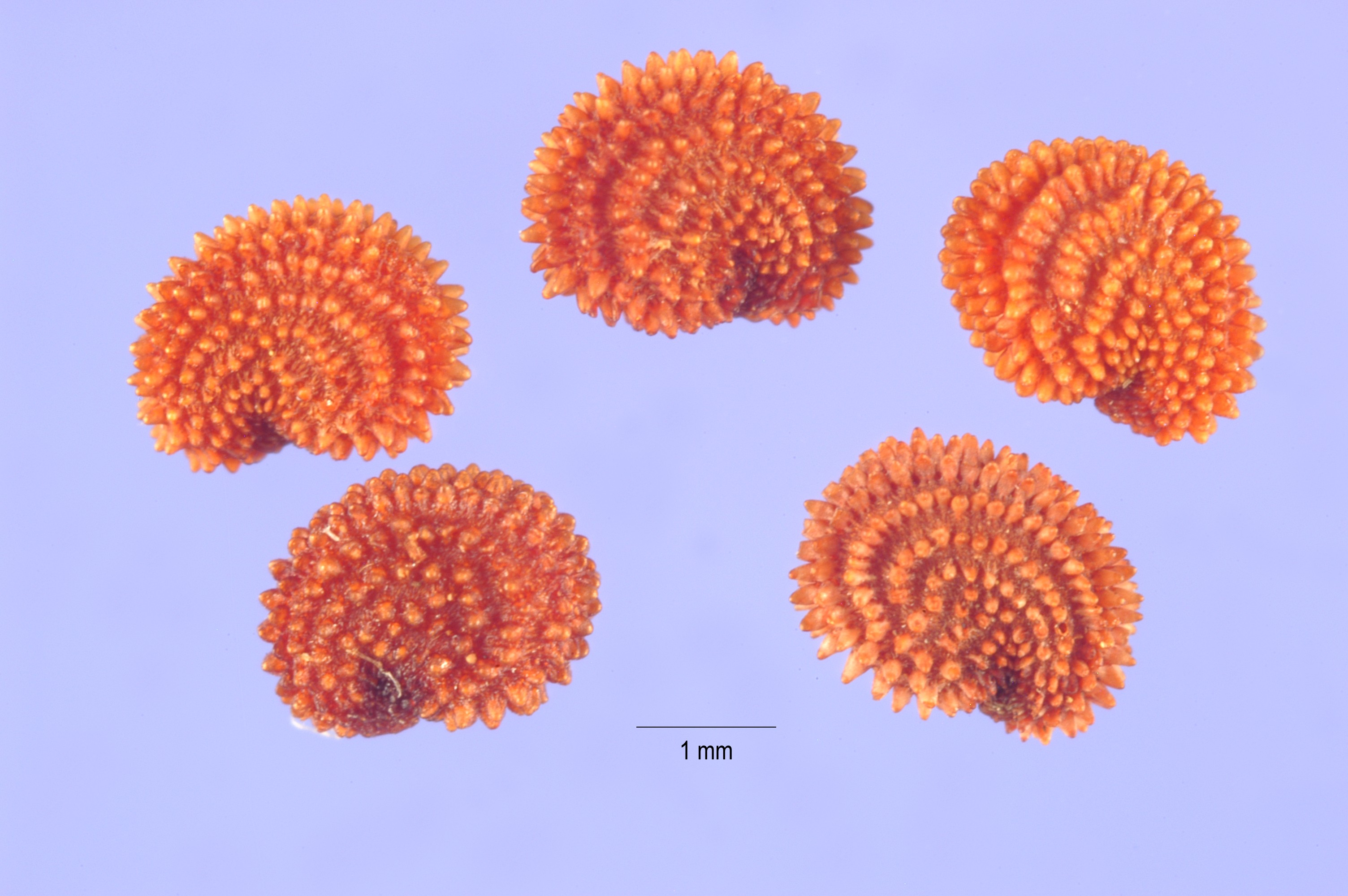
Nasiona

PokrójRoślina zielna, tworzy luźne płaty. Wytwarza zarówno łodygi kwiatowe, jak i płonne.
ŁodygaKłącze cienkie, czołgające się. Łodygi czterokanciaste, o szorstkich kantach. Płonne krótkie, a kwiatowe osiągają wysokość do 10–40 cm, rzadko do 60 cm, rozwidlając się do trzech razy.
LiścieNaprzeciwległe, wąskolancetowate, ostro zakończone, u nasady nieco zrośnięte, siedzące, sztywne, o szerokości 5–7 mm, długości 40–70 mm (rzadziej do 115 mm), barwie trawiastozielonej. Brzeg blaszki i nerw środkowy od spodu liścia jest szorstki.
KwiatyObupłciowe, zebrane w luźne kwiatostany – skąpokwiatowe wierzchotki dwuramienne. Szypułki kwiatowe cienkie, delikatnie owłosione, długie i odstające. Kielich o jajowatolancetowatych, zaostrzonych i zielonych działkach. Korona składa się z 5 białych płatków do połowy wyciętych, osiągających od 6 do 12 mm (rzadziej do 18) długości – są ok. dwa razy dłuższe od działek. Pręcików jest 10. Pojedynczy słupek z trzema szyjkami i znamionami.
OwoceKulistawe torebki otwierające się sześcioma klapami. Początkowo zielone, po otwarciu brunatniejące. Nasiona brązowe do ciemnopurpurowych o średnicy 1–3 mm. Łupina nasienna pomarszczona, wzdłuż czterech brzegów brodawkowata.

## Biologia i ekologia

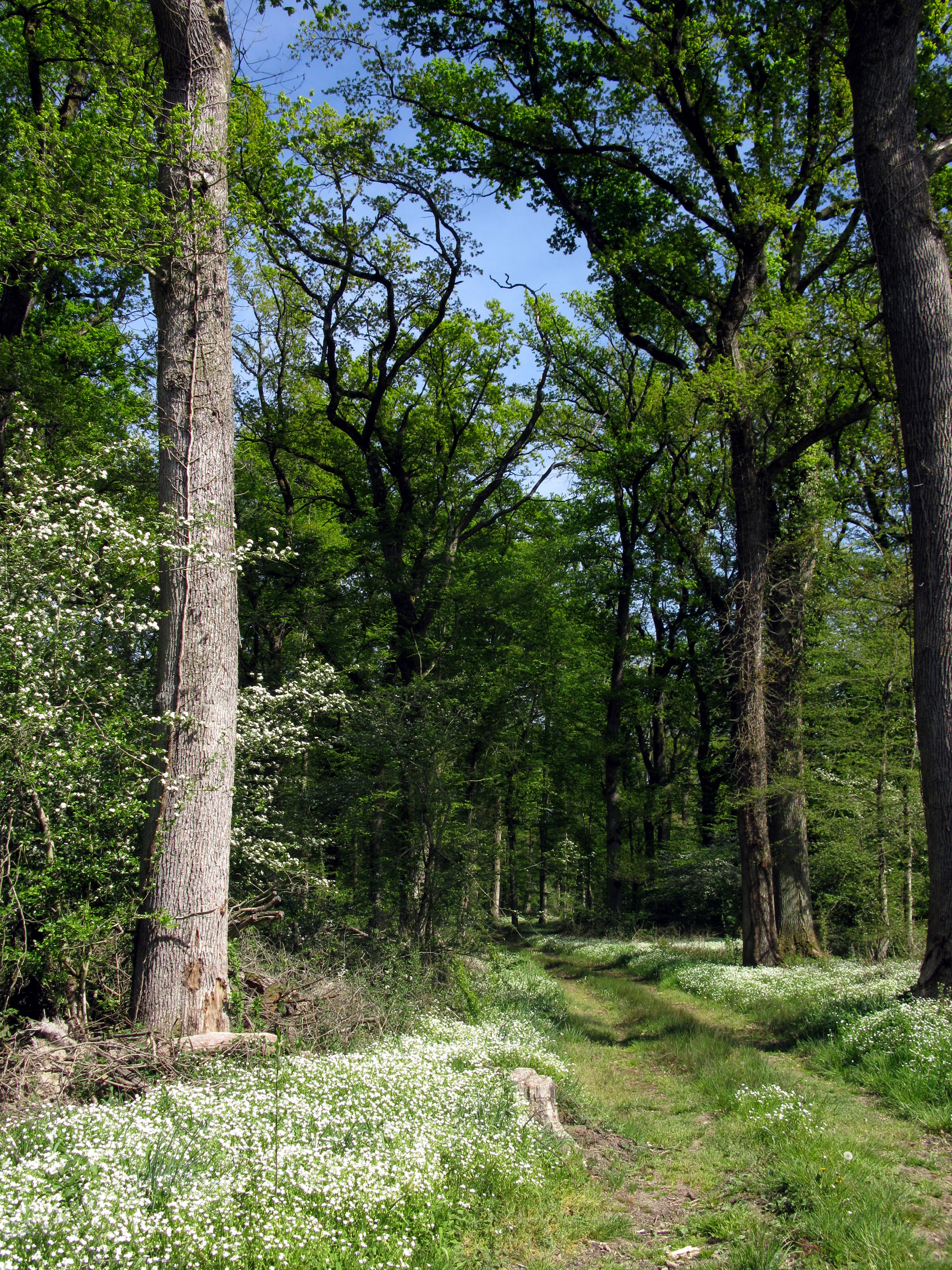
Runo grądowe wiosną z masowo kwitnącą gwiazdnicą wielkokwiatową

Bylina, chamefit. W środkowej Europie rośnie od niżu po wyżyny, rzadko na pogórzu (w polskich górach sięga do 770 m w Tatrach, 520 m w Gorcach i 1350 m w Bieszczadach). Roślina leśna, występująca głównie w lasach liściastych: dębowo-grabowych, bukowych i nadrzecznych olszynach. Zasiedla także zarośla, żywopłoty, obrzeża lasów oraz łąki. W klasyfikacji zbiorowisk roślinnych gatunek charakterystyczny dla All. Carpinion, zespołu grądu subatlantyckiego (Ass. Stellario-Carpinetum).
Preferuje gleby gliniaste, próchnicze, które nie zawierają dużo wapnia. Kwitnie stopniowo od końca kwietnia do początku czerwca, zapylana jest przez owady. Kwiaty są przedprątne, co utrudnia samozapylenie, jednak gdy nie nastąpi zapylenie krzyżowe, którego dokonują owady, roślina dość łatwo może zapylić się własnym pyłkiem i wytworzyć nasiona. Kwiaty na noc oraz podczas deszczowej pogody zamykają się, chroniąc słupek i pręciki. Nasiona rozprzestrzeniane są przez wiatr.

## Systematyka
Gatunek tradycyjnie zaliczany był i często jeszcze jest do rodzaju gwiazdnica Stellaria, zgodnie z ujęciem Karola Linneusza w klasycznym dziele Species Plantarum z 1753. W 1929 roku gatunek ten wskazany został nawet jako typowy dla rodzaju Stellaria. Podziały taksonomiczne oparte na cechach morfologicznych uznanych za diagnostyczne dla rodzajów z plemienia Alsineae, takie jak liczba znamion czy klap na otwierającym się owocu, okazały się mieć charakter sztuczny i nie odzwierciedlały relacji filogenetycznych. Analizy molekularne wykazały, że Stellaria holostea zajmuje pozycję bazalną względem kladu obejmującego zarówno rodzaj gwiazdnica Stellaria, jak i rogownica Cerastium oraz kilka mniejszych (mokrzycznik Holosteum, menchia Moenchia i Dichodon). W niektórych badaniach stanowi klad bazalny wspólnie z siostrzanym rodzajem Hartmaniella. W efekcie tych odkryć w 2016 roku gatunek został zastąpiony przez gwiazdnicę trawiastą Stellaria graminea w roli gatunku typowego dla rodzaju Stellaria, a w 2019 został przeniesiony do odrębnego, monotypowego rodzaju Rabelera (L.) M.T.Sharples & E.A.Tripp jako R. holostea (L.) M.T.Sharples & E.A.Tripp. Nazwa rodzajowa upamiętnia amerykańskiego botanika, Richarda K. Rabelera, specjalizującego się w systematyce goździkowatych. Do cech morfologicznych wyróżniających rodzaj należy czworoboczna i orzęsiona łodyga, silnie wydłużone, lancetowate i zawsze siedzące liście, podsadki zielone, podobne do liści, płatki wycięte, ale tylko do połowy.

## Zastosowanie i uprawa
Rośliny tego gatunku bywają uprawiane jako ozdobne. Wymagają próchnicznej, żyznej i lekko kwaśnej gleby. Rozmnażane są z nasion lub przez sadzonki.